# Anthimos Kapsis
Anthimos Kapsis (griechisch Άνθιμος Καψής; * 3. September 1950) ist ein ehemaliger griechischer Fußballspieler.

## Spielerkarriere
Kapsis spielte seine gesamte Karriere bei den grün-weißen von Panathinaikos Athen. Er gewann mit den Mannen aus Athen fünfmal die griechische Meisterschaft und viermal den Pokal. Er gehörte zur Mannschaft, welche 1971 im Finale des Europapokal der Landesmeister stand, aber gegen Ajax Amsterdam verlor.
International spielte Kapsis 36 Mal für die griechische Nationalmannschaft. Er nahm an der Fußball-Europameisterschaft 1980 in Italien teil, wo er mit dem Team als Gruppenletzter in der Vorrunde ausschied. Kapsis stand zweimal am Platz.

## Privates
Kapsis ist der Vater des ehemaligen griechischen Nationalspielers und Europameisters mit Griechenland Michalis Kapsis, der unter anderem bei AEK, Girondins Bordeaux, Olympiakos Piräus und APOEL Nikosia auf Zypern unter Vertrag stand.

## Erfolge
- fünfmal griechischer Meister (1969, 1970, 1972, 1977, 1984)
- viermal griechischer Pokalsieger (1969, 1977, 1982, 1984)